# Castellar de Santiago
Castellar de Santiago – gmina w Hiszpanii, w prowincji Ciudad Real, w Kastylii-La Mancha, o powierzchni 95,5 km². W 2011 roku gmina liczyła 2191 mieszkańców.